# NGC 6796
NGC 6796 (другие обозначения — PGC 63121, UGC 11432, MCG 10-27-10, ZWG 302.11, IRAS19208+6102) — галактика в созвездии Дракон.
Этот объект входит в число перечисленных в оригинальной редакции «Нового общего каталога».
В галактике вспыхнула сверхновая SN 2012bv типа II, её пиковая видимая звездная величина составила 15,7.